# Sericanthe
Sericanthe là một chi thực vật thuộc họ Rubiaceae. Chi này có các loài sau (tuy nhiên danh sách này có thể chưa đủ):
- Sericanthe toupetou, (aubrev. & Pellegrin) E. Robbrecht